# Приключения Гекльберри Финна (фильм, 1939)
«Приключения Гекльберри Финна» (англ. The Adventures of Huckleberry Finn) — американская приключенческая кинокомедия 1939 года. По одноимённой повести (1884) Марка Твена.

## Сюжет
Гекльберри Финн сбегает от своего жестокого вечно пьяного отца. Он вместе с беглым рабом Джимом сплавляется на плоту вниз по Миссисипи, следуя в город Каир (штат Иллинойс), где негр будет свободен. По пути друзья встречают множество колоритных персонажей, в том числе проходимцев по кличке «Король» и «Герцог».
Ср. Приключения Гекльберри Финна: Сюжет

## В ролях
- Микки Руни — Гекльберри Финн
- Уолтер Коннолли[англ.] — «Король»
- Уильям Фроули — «Герцог»
- Рекс Ингрэм — Джим
- Линн Карвер — Мэри Джейн
- Джо Энн Сэйерс[англ.] — Сьюзан
- Майнор Уотсон[англ.] — капитан Брэнди
- Элизабет Рисдон — вдова Дуглас
- Виктор Килиан — «Папаша Финн» (отец Гекльберри Финна)
- Клара Бландик — мисс Уотсон

В титрах не указаны
- Фрэнк Дариен[англ.] — старый тюремщик
- Эрвилл Алдерсон[англ.] — шериф
- Роджер Имхоф — судья Логан
- Роберт Эмметт Кин — мистер Барклетт, адвокат
- Артур Эйлсуорт[англ.] — лоцман «Речной королевы»
- Уэйд Ботелер[англ.] — капитан парохода
- Ирвинг Бэйкон — Тэд
- Делмар Уотсон[англ.] — Джо
- Харлан Бриггс[англ.] — мистер Ракер
- Э. Элин Уоррен[англ.] — мистер Шэклфорд
- Нора Сесил[англ.] — миссис Шэклфорд
- Гарри Кординг — мужчина, укравший арбуз
- Эд Брейди[англ.] — зритель на представлении
- Лени Линн[англ.] — школьница
- Сара Падден — женщина, желающая иглу с резьбой

## Выход, критика
Премьера фильма состоялась 10 февраля 1939 года. В том же году он был показан в кинотеатрах (хронологически) Бразилии, Венгрии, Швеции, Финляндии, Дании и Португалии.
Большинство кинокритиков признали ленту посредственной.
- Б. Р. Крайслер, The New York Times. «Картина больше о Микки, чем о Гекльберри… Фильм средний, похожий на рабочий кусок кинематографического обмана, который даёт мало, если вообще даёт, понимания реалистического мира детства, о котором старый Марк писал с таким нетленным юмором»[1].
- Variety. «Экранизация не смогла уловить редкого и искромётного юмора и общей искренности автора оригинала. Кроме того, молодой Руни кажется слишком зрелым и уверенным в манерах и выражении лица для своих лет[2]. Несмотря на то, что он выступает в прекрасном стиле, остаётся впечатление, что это театральная постановка»[3].
- The Film Daily[англ.]. «Трактовка истории очень плоская, механическая и неинтересная… Микки Руни делает всё возможное, и его поклонники могут принять его таким, какой он есть, и думать, что он велик. Для любителей же Марка Твена это может быть только разочарованием»[4].
- Harrison's Reports[англ.]. «Это просто довольно хорошее развлечение»[5].
- Джон Мошер, The New Yorker. «Поверхностная банальная работа, довольно скрипучая, созданная в манере тех оживлённых сцен, которые некоторые считают причудливыми. Помимо того, что это шаг вперёд для мистера Руни, эта картина ни о чём»[6].